# HD161670
HD161670 — хімічно пекулярна зоря спектрального класу
A6 й має видиму зоряну величину в смузі V приблизно  8,9.